# Ulrich Eifler
Ulrich Eifler (Marburgo, 28 settembre 1961) è un ex schermidore tedesco, vincitore di una medaglia d'argento e due di bronzo ai campionati mondiali di scherma.